# Vinäger
|  | Wiktionary har en ordboksartikel om vinäger. |

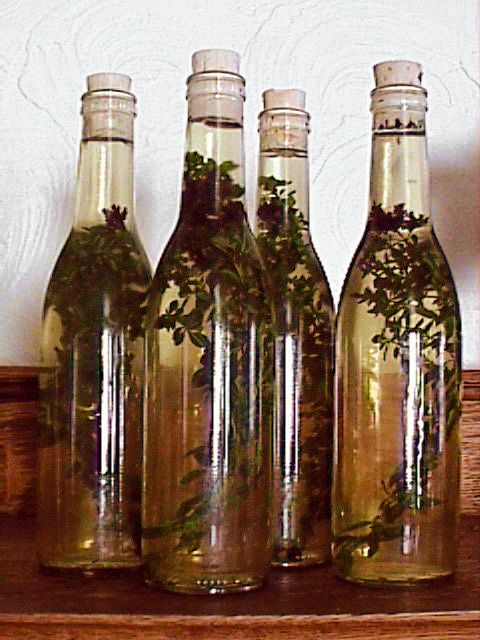
Vinäger med oregano.

Vinäger, från franska vin aigre ("surt vin") är en ättika som framställts ur vin, cider eller öl. Vinäger kallas också vinättika. Det är en sur vätska som uppstår då etanolen i dessa alkoholhaltiga drycker oxideras av bakterier genom fermentering till ättiksyra. Vin blir till vinäger på 2-4 veckor. Vinäger används i matlagning exempelvis till salladsdressing eller vid inläggning. Vinäger är även en ingrediens i till exempel ketchup, majonnäs och vid framställning av ost. Medan ättika enbart består av ättiksyra och vatten, har vinäger även smak av det som den är framställd av, och det finns därför vinäger av olika smak och kvalitet. Även olika former av kryddade och smaksatta vinägersorter förekommer.
Vinägrettsås, vinägersås, vinägrett eller (vinäger-)dressing är en vinägerbaserad sås med ursprung i Frankrike. Den kan varieras med olika kryddor och örter och serveras som dressing i sallader och som marinad till exempelvis grönsaker, svamp och fisk. Så kallad fransk dressing är en vinägrett med tillsatt vitlök.

## Historia
I Mesopotamien gjorde man 5000 f.Kr vinäger av dadlar, medan egyptierna använde kornöl. Det gjorde man även i Norden fram till 1700-talet. I Europa var äppelcidervinägern den vanligaste och användes både in- och utvärtes. Hippokrates ordinerade vinäger mot febersjukdomar.

## Användning
Vinäger kan användas till många olika saker. Eftersom det funnits vinäger länge har människor i hela världen prövat och funnit olika användningar för vinäger. Den främsta användningen är emellertid i mat, i Japan till exempel, används vinäger i sushi. En annan användning är fotografiska stoppbad. Det går även att blanda vinäger, juice och diskmedel för att ge en vätska som bananflugor gärna drunknar i. 

### Hälsoeffekter
Ädelvinsvinäger är gjort från söta viner, såsom Trockenbeerenauslese-vin, används i liten mängd som digestif, en dryck för matsmältningen.
Äppelcidervinäger sägs hjälpa till att dämpa hungerkänslan samt att maten tas upp långsammare. Detta bidrar eventuellt till en viktminskningsprocess.
Stor konsumtion av vinäger tros leda till benskörhet, hypokalemi och hyperreninemi.
Vinäger kan användas för att hjälpa till att diagnostisera livmoderhalscancer.

### Sorter
Det finns många olika sorters vinäger såsom maltvinäger, som äts till fish and chips, vinvinäger, äppelvinäger, balsamvinäger och risvinäger. Det finns även vinäger som smaksatts med frukt eller örter. Vanligen ligger syrahalten på 4-8 % av vikten.
- Maltvinäger görs av malt som bryggs till ale, som sedan får bli maltvinäger. Den var populär i hela nordeuropa fram till 1700-talet, för att sedan gå ur modet. Idag är den dock fortfarande populär i England och delar av Tyskland. Basingrediens och främsta kännetecken för Londongurkan, som lanserades av Bullen Berglund i ett misslyckat försök att ta marknadsandelar av Bostongurkan från AB Felix i Eslöv.[källa behövs]

### Rengöringsmedel
Vinäger kan användas som ett kraftfullt, billigt, miljövänligt rengöringsmedel, exempelvis för rengöring av fönster eller som avloppsrensare tillsammans med bakpulver. 
Vinäger kan även användas som sköljmedel vid tvätt.
Det finns en nematod, Turbatrix aceti, som lever i vinäger. Den är ofarlig att konsumera.